# Theodor Simon (Mediziner)
Theodor Simon (* 27. Februar 1841 in Colberg; † 20. Juli 1874 in Hamburg) war ein deutscher Arzt und Psychiater.

## Leben
Simon wuchs bis 1848 in Colberg auf, wo sein Vater praktischer Arzt war. 1857 begann er sein Medizinstudium in Berlin, das er 1861 mit einer Promotion über den teilweisen Albinismus abschloss. Er ging zunächst für kurze Zeit nach Wien, bevor er vom Oktober 1862 bis Mai 1863 beim Militär in Berlin diente. Daraufhin trat er eine Assistenzstelle an der Hamburger Irrenanstalt Friedrichsberg an. 1866 und 1870/71 nahm er als Arzt am preußischen Krieg gegen Österreich bzw. am Deutsch-Französischen Krieg teil. 1869 wurde er Oberarzt am Allgemeinen Hamburger Krankenhaus. Er starb 1874 überraschend an den Folgen einer Hirnhautentzündung.
Simon war ein ausgesprochen produktiver Autor, der vor allem in Zeitschriften veröffentlichte. Seine Spezialgebiete waren Gehirn- und Hautkrankheiten. Er verfasste mit "Die Gehirnerweichung der Irren" (1871) die erste deutsche Monografie über die progressive Paralyse, der im 19. Jahrhundert wohl am weitesten verbreiteten psychischen Krankheit.

## Publikationen
- Ueber Albinismus partialis bei Farbigen und Europäern. In: Deutsche Klinik Nr. 41 u. 42 (1861).
- Die Behandlung geisteskranker Verbrecher vom medicinal-polizeilichen Standpunkt. In: Vierteljahresschrift für gerichtliche Medicin/N.F. II, (1865), S. 193–272, ISSN 0372-5766
- Die Gehirnerweichung der Irren (Dementia paralytica). Hamburg 1871.